# Cantón de Gaillard
El cantón de Gaillard (en francés canton de Gaillard) es una circunscripción electoral francesa situada en el departamento de Alta Saboya, de la región de Auvernia-Ródano-Alpes.
Fue creado por el decreto n.º 2014-153 del 13 de febrero de 2014 que entró en vigor en el momento de la renovación general de asamblearios departamentales en marzo de 2015.

## Composición
El cantón está formado por dies comunas:
- Gaillard (bureau centralisateur)
- Arthaz-Pont-Notre-Dame
- Bonne
- Cranves-Sales
- Étrembières
- Juvigny
- Lucinges
- Machilly
- Saint-Cergues
- Vétraz-Monthoux